# Органіст зеленобокий
Органіст зеленобокий (Chlorophonia occipitalis) — вид горобцеподібних птахів родини в'юркових (Fringillidae). Мешкає в Мексиці і Центральній Америці.

## Опис

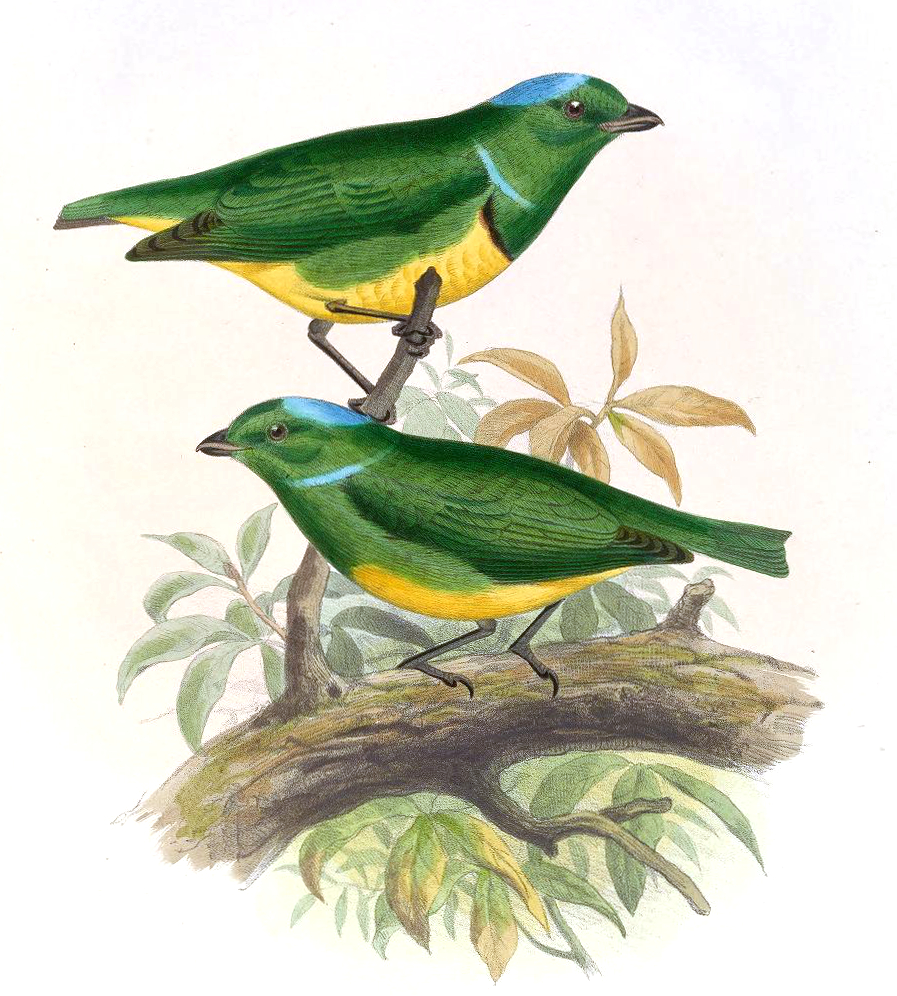
Пара зеленобоких органістів (самець зверху)

Довжина птаха становить 13 см, вага 25-27,5 г. Забарвлення переважно яскраво-зелене, груди, живіт і гузка золотисто-жовті. Махові пера і хвіст темні, чорнувато-зелені. На грудях чорнуватий "комірець", що відділяє зелене горло від жовтих грудей. На тімені яскраво-синя пляма, на плечах яскраво-сині смуги. У самиць смуга грудях відсутня, жовті і сині частини оперення менші. Очі карі, дзьоб і лапи чорнуваті.

## Поширення і екологія
Зеленобокі органісти мешкають в горах південної Мексики і Гватемали, на високогір'ях північного Сальвадору, Гондурасу і Нікарагуа. Вони живуть у вологих гірських і хмарних тропічних лісах, на узліссях і плантаціях. Зустрічаються поодинці або парами, на висоті від 500 до 2500 м над рівнем моря. Живляться переважно ягодами омели, а також іншими ягодами і плодами, доповнюють свій раціон дрібними комахами та іншими безхребетними.